# Felsőremete
Felsőremete település Ukrajnában, a Beregszászi járásban.

## Fekvése
Beregszásztól északkeletre, a Borzsa folyó jobb partján, Alsóremete és Komlós között fekvő település.

## Története

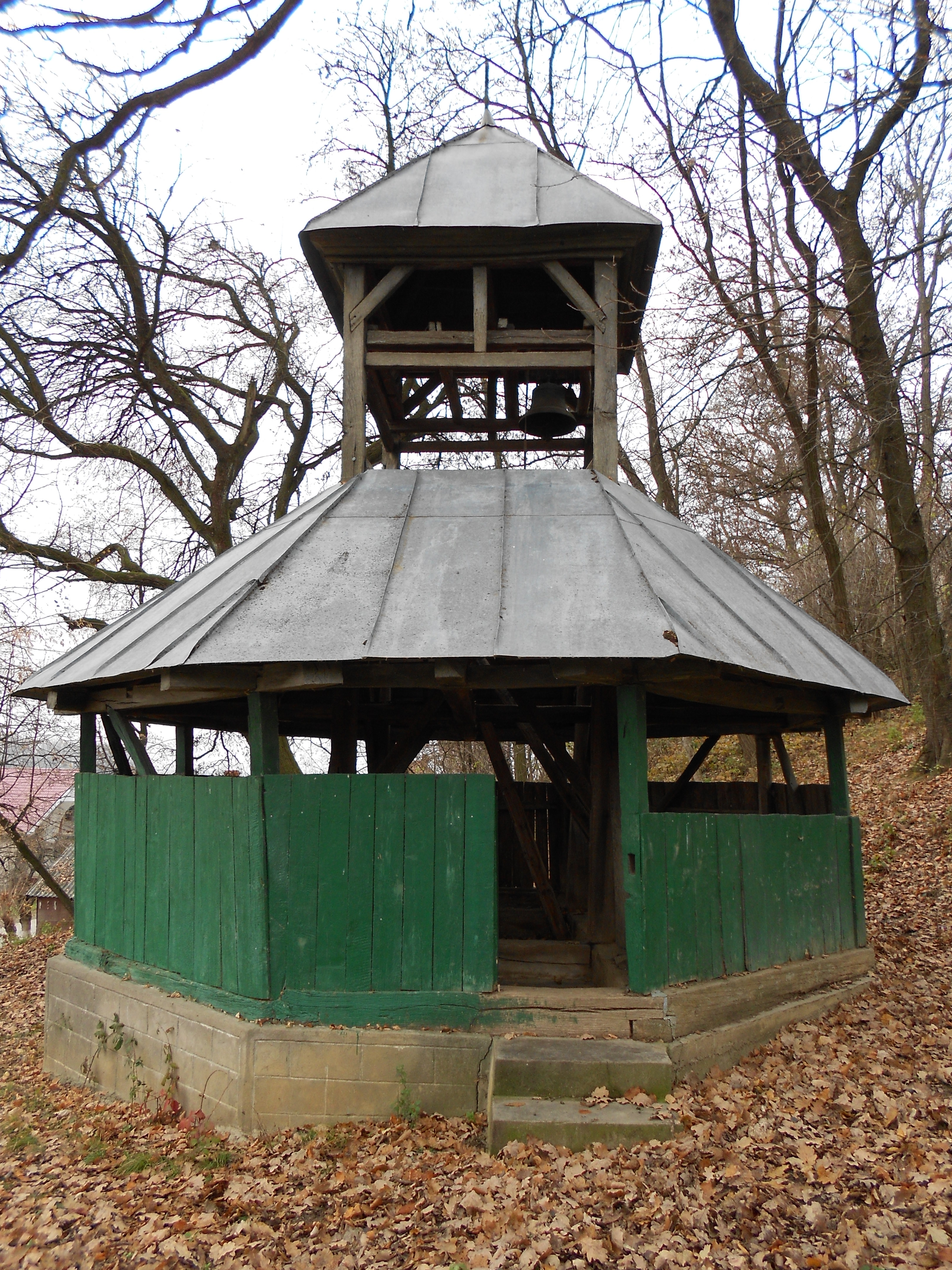
Harangláb

Remete az egykori Bereg vára és királyi erdőuradalom központja közelében állt, melynek közelében 
1329-ben Erzsébet királyé az utóbb Remetének nevezett helyen felállított pálos kolostornak malomkiváltságot adott.
Ma két Remete nevű település létezik egymás mellett, a Borzsa jobb partján: Alsóremete és Felsőremete.
Felsőremete települést az osztrák főnemesi Schönborn család alapította, melynek a 18. század végén már majorságát is említették, s vízimalmuk is működött a Borzsa folyó vizén.
A település a trianoni békeszerződés előtt Bereg vármegye Tiszaháti járásához tartozott.

## Népessége
A 2001-es népszámlálás során a lakosság 98%-a ukrán, 1% orosz, 1% magyar anyanyelvűnek vallotta magát.